# Marck Glacier
Marck Glacier är en glaciär i Antarktis. Den ligger i Västantarktis. Inget land gör anspråk på området. Marck Glacier ligger 367 meter över havet.
Terrängen runt Marck Glacier är kuperad österut, men västerut är den platt. Trakten är obefolkad. Det finns inga samhällen i närheten.